# Općina Ig
Općina Ig (slo.: Občina Ig) je općina u središnjoj Sloveniji u pokrajini Notranjskoj i statističkoj regiji Središnja Slovenija. Središte općine je naselje Ig s 2.054 stanovnika. 

## Zemljopis
Općina Ig nalazi se u središnjem dijelu Slovenije, južno od Ljubljane. Južni dio općine je brdsko-planinski planina Krim, dok se sjeverni spušta u Ljubljansko barje.
U općini vlada umjereno kontinentalna klima. Najvažnija voda u općini je Ljubljansko barje, iz koga ističe rijeka Ljubljanica. Najvažniji vodotok je potok Ižica.

## Naselja u općini
Brest, Dobravica, Golo, Gornji Ig, Ig, Iška, Iška Loka, Iška vas, Kot, Kremenica, Matena, Rogatec nad Želimljami, Sarsko, Selnik, Staje, Strahomer, Škrilje, Tomišelj, Visoko, Vrbljene, Zapotok.

## Vanjske poveznice
- Službena stranica općine